# Кто убил BlackBerry
«Кто убил BlackBerry» (англ. BlackBerry) — канадский биографический комедийно-драматический фильм 2023 года, снятый Мэттом Джонсоном по сценарию Джонсона и продюсера Мэттью Миллера. Он был вольной адаптацией книги Джеки Макниш и Шона Силкоффа «Потеря сигнала: Нерассказанная история, стоящая за необычайным взлетом и впечатляющим падением BlackBerry». Фильм представляет собой вымышленный рассказ о создании линейки мобильных телефонов BlackBerry соучредителями Дугласом Фрегином и Майком Лазаридисом, а также инвестором Джимом Балсилли. Лазаридиса играет Джей Барушель, Балсилли — Гленн Хоуэртон, а Фрегина — Джонсон. В фильме также снимались Рич Соммер, Майкл Айронсайд, Мартин Донован, Мишель Жиру, Сон Вон Чо, Марк Крич, Сол Рубинек и Кэри Элвес в ролях второго плана.
«Кто убил BlackBerry» был впервые показан в рамках конкурса 73-го Берлинского международного кинофестиваля 17 февраля 2023 года. Фильм был выпущен в Канаде 12 мая 2023 года и получил положительные отзывы. В конце 2023 года «Кто убил BlackBerry» был перевыпущен в виде трехсерийного мини-сериала с дополнительными кадрами. Фильм является самым номинированным фильмом в истории Canadian Screen Awards, имея 17 номинаций. Он получил 14 наград, включая «Лучший фильм».

## Сюжет
В Ватерлоо в 1996 году генеральный директор Research in Motion (RIM) Майк Лазаридис и его лучший друг и соучредитель Дуглас Фрегин готовятся представить свое сотовое устройство «PocketLink» бизнесмену Джиму Балсилли. Лазаридиса беспокоит гудение интеркома Балсилли, произведенного в Китае, и он чинит аппарат до того, как Балсилли приходит на встречу. Предложение RIM не увенчалось успехом, но после того, как Балсилли увольняют с работы из-за его агрессивных амбиций, он предлагает инвестировать 20 000 долларов в обмен на 50% акций компании и должность генерального директора. Лазаридис, с подсказки Фрегина, сначала отклоняет предложение Балсилли, но после подтверждения подозрений Балсилли в том, что их сделка на 16 миллионов долларов с USRobotics была недобросовестной, они привлекают Балсилли в качестве со-генерального директора и продают ему 33% акций RIM за 125 000 долларов. Присоединившись к RIM, Балсилли обнаруживает, что компания находится в тяжелом финансовом положении, и закладывает свой дом, чтобы обеспечить средства для выплаты заработной платы.
Балсилли организует презентацию PocketLink для Bell Atlantic и заставляет Фрегина и Лазаридиса построить сырой прототип за ночь, который позже возьмут в Нью-Йорк. Лазаридис забывает прототип в своем такси, оставляя Балсилли проводить презентацию в одиночку. Лазаридис возвращает прототип в последнюю секунду и заканчивает презентацию. Компанию PocketLink переименовывают в «BlackBerry», она становится чрезвычайно успешным.
В 2003 году генеральный директор Palm Карл Янковски планирует враждебное поглощение чрезвычайно успешной RIM, вынуждая Балсилли попытаться поднять стоимость акций RIM, продавая больше телефонов, чем может поддерживать сеть Bell Atlantic (теперь Verizon Communications). Это приводит к сбою сети, как и предупреждал Лазаридис, поэтому Балсилли переманивает инженеров со всего мира, чтобы исправить проблему, а также нанимает Чарльза Парди на должность главного операционного директора RIM, чтобы держать инженеров в узде, хотя это расстраивает Фрегина, который ценит непринужденную и веселую рабочую среду, созданную им и Лазаридисом. Новые инженеры устраняют проблему сети под строгим руководством Парди, и RIM избегает выкупа со стороны Янковски.
В 2007 году предстоящая презентация RIM BlackBerry Bold для Verizon идет не по плану, когда Стив Джобс объявляет о выпуске iPhone. Балсилли, фанат хоккея с долгосрочными амбициями владеть командой НХЛ, занят попытками купить Pittsburgh Penguins, что вынуждает Лазаридиса презентовать Bold с Фрегином. Когда все идет плохо, Лазаридис паникует и импульсивно обещает «Storm», BlackBerry с сенсорным экраном. Когда Лазаридис наконец соглашается с предложением Парди передать работу над Storm по аутсорсингу в Китай, он оскорбляет Фрегина во время спора. В результате Фрегин позже уходит из RIM.
Балсилли нервничает, когда видит прогнозируемые продажи iPhone, и пытается договориться о встрече с генеральным директором AT&T, но узнает, что продажа Penguins будет завершена в тот же день. Он отдает приоритет Penguins, но получает отказ, когда владельцы NHL узнают о его плане перевести команду в Гамильтон (что стало известно из-за хвастовства Балсилли перед Янковски). Комиссия по ценным бумагам и биржам США проводит рейд в RIM, узнав, что Балсилли нанял инженеров в 2003 году с незаконно оформленными задним числом опционами на акции, что грозит Лазаридису судебным иском. Балсилли упускает свой шанс встретиться с генеральным директором AT&T, который пренебрегает Балсилли, намекая, что партнерство AT&T с Apple основано на том факте, что использование данных заменило телефонные минуты в качестве приоритета. Балсилли возвращается в RIM и обнаруживает, что Лазаридис выдал его SEC, что сделало самого Лазаридиса единственным генеральным директором RIM.
Год спустя из Китая прибывают Storms, но Лазаридис обнаруживает, что телефоны с дефектами, и слышит жужжание, когда подносит один из аппаратов уху. Когда он начинает вручную чинить жужжащие телефоны один за другим, в заключительных титрах говорится, что Storms были практически полностью неработоспособны, и Verizon подала в суд на RIM, чтобы покрыть финансовые убытки. Лазаридис ушел с поста генерального директора в 2012 году, Балсилли избежал тюрьмы, а Фрегин стал одним из самых богатых людей в мире, продав свои акции в 2007 году. На пике своего успеха телефоны BlackBerry занимали 45% рынка сотовых телефонов, а сейчас их доля составляет 0%, и телефоны BlackBerry больше не производятся.

## В ролях
- Джей Барушель — Майк Лазаридис
- Гленн Хоуэртон — Джим Балсилли
- Мэтт Джонсон — Дуглас Фрегин[англ.]
- Кэри Элвес — Карл Янковски[англ.]
- Сол Рубинек — Джон Вудман
- Майкл Айронсайд — Чарли Парди
- Рич Соммер — Пол Станос

## Производство и премьера
Фильм был анонсирован в августе 2022 года. В сентябре стало известно, что дистрибьютером картины на территории США станет компания IFC Films. Фильм был выпущен в прокат в Канаде и США 12 мая 2023 года. В России фильм вышел 11 мая 2023 года.
Режиссёр и автор сценария Мэтт Джонсон сыграл в фильме организатора киновечеров.
Премьера состоялась 17 февраля 2023 года на 73-м Берлинском кинофестивале, в рамках основной программы.

## Критика
На сайте-агрегаторе обзоров Rotten Tomatoes 98% из 209 обзоров критиков положительные, со средней оценкой 7,8/10. Консенсус сайта гласит: «С таким же острым интеллектом, как и его юмор, Кто убил BlackBerry представляет собой ужасно развлекательный взгляд на взлет и падение гаджета, определяющего поколение». Metacritic, который использует средневзвешенное значение, присвоил фильму оценку 78 из 100 на основе 46 критиков, что указывает на «в целом благоприятные» обзоры.
Бывшие руководители компании подняли вопросы и выразили обеспокоенность по поводу масштаба вымысла, представленного в фильме, некоторые посчитали его оскорбительным для наследия RIM. Джим Балсилли сказал, что его экранное изображение как агрессивного и морально сомнительного бизнесмена почти полностью вымышленное и неточное по отношению к тому, каким он был во время работы в RIM. Несмотря на это, Джим воспринял фильм положительно и похвалил игру Гленна Хоуэртона, назвав ее «блестящей».